# Douglas Sharon
Douglas Sharon, PhD, es un antropólogo, etnobotánico, docente y estudioso del chamanismo quién ha dirigido tanto el Museo Phoebe Hearst de Antropología de la Universidad de Berkeley y el Museo del Hombre de San Diego de la Universidad de California en Los Ángeles.
Se doctoró en antropología en la Universidad de California en Los Ángeles (UCLA) donde trabajó durante los años 70 como antropólogo de campo en el Centro Latinoamericano.
Por más de 40 años ha realizado investigaciones de campo y publicado trabajos sobre las prácticas chamánicas precolombinas y modernas en Perú, México, Guatemala, Ecuador y Bolivia. Su libro El Chamán de los Cuatro Vientos y su película etnográfica titulada Eduardo el Curandero sobre la vida del curandero peruano Eduardo Calderón Palomino son ampliamente utilizados en cursos de antropología de nivel universitario. Actualmente, el Dr. Sharon dirige proyectos en antropología cultural y da conferencias internacionalmente sobre la integración de las prácticas de curación tradicional con los sistemas de salud públicos modernos.

## Obra destacada
- Sharon, Douglas (2000), Shamanismo & El Cacto Sagrado [Shamanism & the Sacred Cactus: Ethnoarchaeological Evidence for San Pedro Use in Northern Peru] (en castellano e inglés) (Primera edición), San Diego: Museo del Hombre de San Diego, p. 109, ISBN 9780937808740.
- Sharon, Douglas (2004) [1978], El Chamán de los Cuatro Vientos [Wizard of the Four Winds], México DF: Siglo XXI Editores, p. 256, ISBN 9789682310065.